# Dora y la ciudad perdida
Dora y la ciudad perdida (título original en inglés: Dora and the Lost City of Gold) es una película estadounidense de comedia de aventuras de 2019 dirigida por James Bobin. Es una adaptación en acción real de la serie de televisión animada de Nickelodeon Dora, la exploradora, así como de la serie animada de Nickelodeon Dora y sus amigos. La película está protagonizada por Isabela Merced, Eugenio Derbez, Michael Peña, Eva Longoria, en los papeles principales con Danny Trejo como la voz de Botas. La Ciudad Perdida de Oro que da nombre a la película se basa en la legendaria ciudad inca de Paititi. Esta producida por Paramount Players y Nickelodeon Movies en asociación con Walden Media, MRC y Burr! Productions y distribuida por Paramount Pictures.
En 2017 se anunció una película de acción en vivo de Dora, y Merced fue elegida para el papel principal en mayo de 2018. La mayoría de los otros miembros principales del reparto fueron contratados durante el resto del año, y la filmación se llevó a cabo de agosto a diciembre de 2018 en Australia y Perú. Está ambientada después de los eventos de la serie de televisión animada original y también fue la primera película basada en una serie de Nick Jr. Channel.
La película se estrenó en cines en los Estados Unidos por Paramount Pictures el 9 de agosto de 2019, el mismo día en que los últimos cinco episodios no emitidos de la serie original se emitieron en Nick Jr. La película recibió críticas generalmente positivas de la presa especializada, quienes elogiaron la actuación de Moner y el humor consciente de sí mismo y recaudó $ 120 millones en todo el mundo con un presupuesto de $ 49 millones.

## Argumento
En lo profundo de la jungla peruana, Dora, hija de los exploradores Cole y Elena, pasa sus días viviendo aventuras con su amigo mono Botas, su primo Diego y sus amigos imaginarios Mochila y Mapa mientras frustra al ladrón Zorro. Cuando Dora tiene seis años y Diego tiene siete años, Diego se va para estar con su familia en Los Ángeles, mientras que la familia de Dora sigue buscando la oculta ciudad inca de Parapata. 
Diez años después, los padres de Dora descifran la ubicación de Parapata, pero eligen enviar a Dora a la escuela de Diego en Los Ángeles mientras viajan a la ciudad perdida. Al permanecer con la familia de Diego, Dora conoce a sus compañeros Sammy y Randy, pero Diego la considera una vergüenza. En una excursión de clase a un museo, Dora y los demás son atraídos a sus archivos fuera de exhibición, donde son capturados por mercenarios que los llevan a Perú. Cuando aterrizan, un hombre llamado Alejandro, que dice ser amigo de los padres de Dora, los ayuda a escapar. En el proceso, los mercenarios, ayudados por el zorro Swiper, roban el mapa de Dora. Alejandro informa que los padres de Dora han desaparecido y que los mercenarios los están buscando con la esperanza de ingresar a Parapata y robar sus tesoros. Dora decide encontrar a sus padres primero con la ayuda de Alejandro, mientras que los otros adolescentes llegan con la esperanza de ser rescatados.
El grupo viaja a través de numerosos obstáculos, incluyendo arenas movedizas, rompecabezas de ruinas incas y ataques de los guardias forestales de Parapata. Después de numerosos peligros, Dora llega a sus padres a las afueras de Parapata, pero Alejandro revela que estuvo trabajando para los mercenarios todo el tiempo y los captura. Los otros adolescentes también son atrapados, pero Botas el mono los ayuda a escapar. Con los padres de Dora aún prisioneros, los adolescentes deciden encontrar el camino dentro de Parapata con la esperanza de adquirir un tesoro que puedan usar para negociar la liberación de Elena y Cole.
Dentro de la ciudad oculta, Dora y los demás resuelven los rompecabezas de su templo y esquivan sus trampas, llevándolos al santuario central. Se revela que Alejandro los está siguiendo; Intenta robar su ídolo central, pero cae en una trampa. Los soldados que custodian Parapata, liderados por su reina, derrotan a los mercenarios y confrontan a los adolescentes. Dora les habla en quechua, asegurando que los adolescentes solo vinieron por sus padres y para aprender. Los incas permiten que los adolescentes y la familia de Dora se vayan después de regresar el ídolo, lo que les permite vislumbrar su mayor tesoro.
Tras la partida del grupo, Diego y Sammy se convierten en pareja, y los padres de Dora y los adolescentes llegan a su hogar en la selva. Cole y Elena hablan de ir a otra expedición en familia, pero Dora decide regresar a la escuela en Los Ángeles, donde ella y sus amigos realizan un baile de preparatoria para celebrar su victoria.

## Reparto
- Isabela Merced como Dora.
  - Madelyn Miranda como Dora de niña.
- Eugenio Derbez como Alejandro Gutiérrez, un cazador de tesoros.
- Michael Peña como Cole Márquez, el padre de Dora.
- Eva Longoria como Elena Márquez, la madre de Dora.
- Jeffrey Wahlberg como Diego, el primo de Dora.
  - Malachi Barton como Diego de niño.
- Nicholas Coombe como Randy Warren
- Madeleine Madden como Sammy Moore.
- Temuera Morrison como Powell.
- Christopher Kirby como Viper, un mercenario
- Natasa Ristic como Christina X, una mercenaria
- Christopher Rawlins como un mercenario
- Adriana Barraza como la abuelita Valerie, la abuela de Dora y Diego.
- Pia Miller como Sabrina, la tía de Dora y la madre de Diego.
- Joey Vieira como Nico, el tío de Dora y el padre de Diego.
- Q'orianka Kilcher como la princesa Kawillaka, la gobernante de Parapata.
- Isela Vega como la anciana, la antigua forma de la princesa Kawillaka.[5]

### Actores de voz
- Danny Trejo como Botas, Un mono que es el mejor amigo y compañero de Dora.
  - Dee Bradley Baker proporciona los efectos vocales de Botas
- Benicio del Toro como Swiper, un astuto zorro rojo que conspira para robar cosas útiles de Dora y se ha aliado con los mercenarios.
- Marc Weiner como Mapa, una versión imaginaria y antropomórfica del mapa de Dora que le muestra a Dora a dónde debe ir. Weiner repite su papel de la serie original.
- Sasha Toro como Mochila, una versión imaginaria y antropomórfica de la mochila de Dora que lleva cualquier artículo que Dora pueda necesitar. Toro repite su papel de la serie original.

## Producción
El 24 de octubre de 2017, se llegó a un acuerdo para que se hiciera una versión de acción en vivo de la serie de televisión, con James Bobin como director y Nicholas Stoller y Danielle Sánchez-Witzel fueron contratados para escribir el guion. Además se contrató la compañía Platinum Dunes de Michael Bay como productora, aunque Bay y la compañía finalmente no estuvieron involucrados.
La película muestra una versión adolescente de Dora. Inicialmente la productora anunció que la fecha de estreno de la película sería el 2 de agosto de 2019. En mayo de 2018, Isabela Moner fue elegida para interpretar el personaje principal de Dora. Eugenio Derbez comenzó las negociaciones para unirse en junio, y en julio se confirmó su participación. Micke Moreno fue elegido para interpretar a Diego, aunque tuvo que retirarse y fue reemplazado por Jeff Wahlberg. Eva Longoria y Michael Peña fueron elegidos como los padres de Dora en agosto. Madeleine Madden también se unió al elenco de la película. En octubre, Q'orianka Kilcher fue agregada al elenco de protagonistas principales, y en noviembre, Pia Miller se unió al proyecto donde interpretó a la tía de Dora, Sabrina. En diciembre de 2018, Benicio del Toro se unió como la voz de Swiper, y en marzo de 2019, Danny Trejo anunció que había sido elegido como la voz de Botas, el mono amigo y compañero de Dora.
En una entrevista con Forbes, Moner declaró que aprendió el idioma quechua para el personaje. Dijo que la película «llevaría al público a Machu Picchu» para «explorar la cultura inca» y comentó que «Dora es muy culta y sabe todo sobre todo» y que «no tiene una etnia definida».
La filmación comenzó el 6 de agosto de 2018, en Gold Coast en el estado de Queensland (Australia) y concluyó el 7 de diciembre de 2018.
Las compañías Mill Film, Moving Picture Company y Cheap Shot VFX fueron las encargadas de diseñar los efectos visuales, supervisados por Lindy De Quattro, Andy Brown y Richard Little con servicios de visualización proporcionados por Proof y animación 2D proporcionada por Blink Industries.

## Mercadotecnia

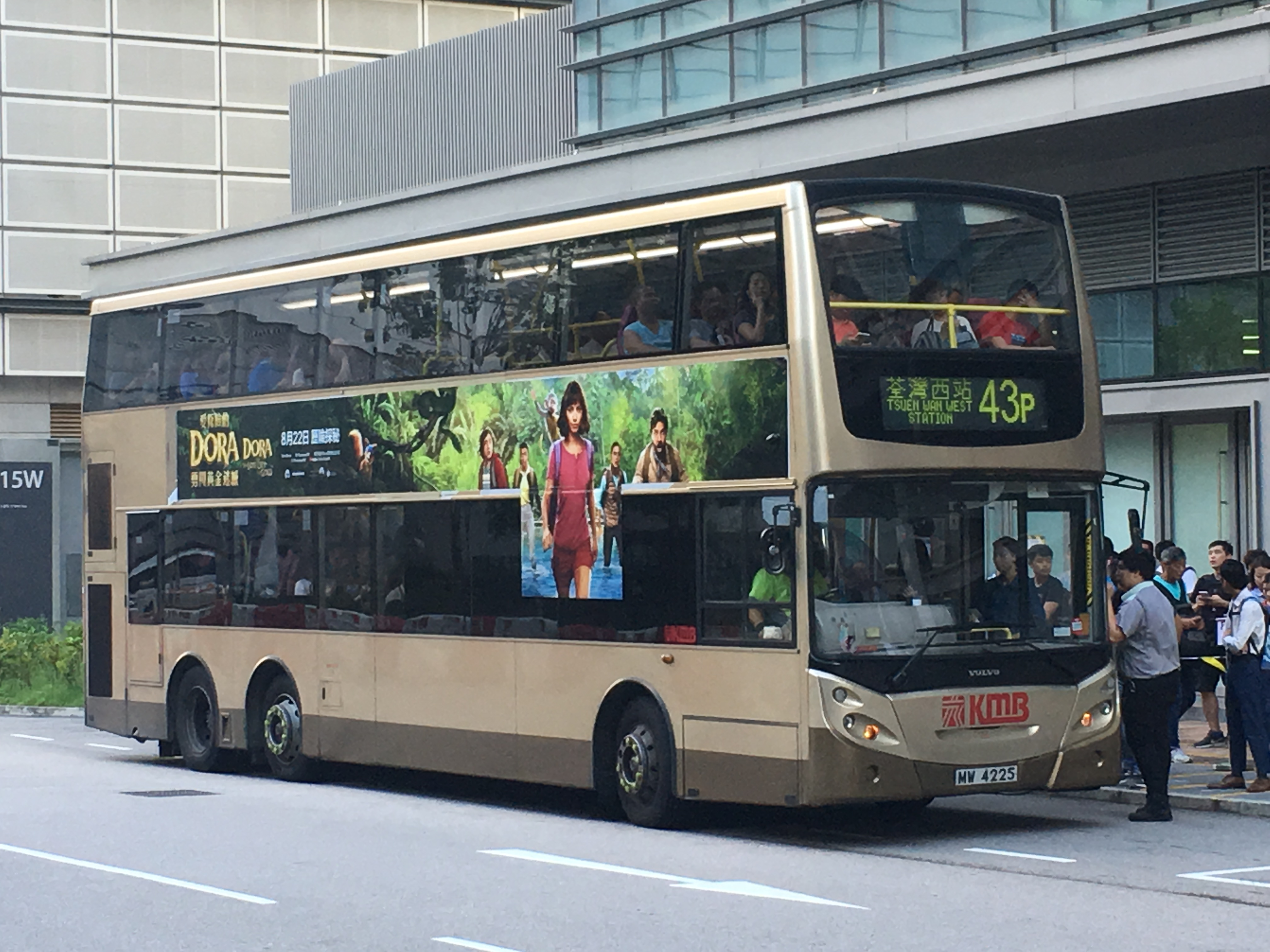
Autobús en Hong Kong promocionando la película

El tráiler de la película fue publicado durante los Kids 'Choice Awards el 23 de marzo de 2019. El tráiler también reveló que el coguionista de Monster Trucks Matthew Robinson y Nicholas Stoller recibieron crédito de guion.

## Estreno
La película se estrenó el 9 de agosto de 2019. Anteriormente estaba programada para el 2 de agosto de 2019.
Dora y la ciudad perdida se lanzó en HD digital el 5 de noviembre de 2019 y fue publicada en DVD y Blu-ray el 19 de noviembre de 2019.

## Recepción

### Taquilla
Dora y la ciudad perdida recaudó $ 60,5 millones en los Estados Unidos y Canadá, y $ 60,1 millones en otros territorios para un total mundial de $120,6 millones contra un presupuesto de producción de $ 49 millones.
En los Estados Unidos y Canadá, la película se estrenó junto a The Kitchen, The Art of Racing in the Rain, Scary Stories to Tell in the Dark y Brian Banks, y se proyecta que recaudará entre 15 y 20 millones de dólares de 3500 teatros en su primer fin de semana. La película ganó $67 millones en su primer día, incluidos $ 1,25 millones de los avances de la noche del jueves. Debutó a $ 17 millones, terminando cuarta en la taquilla; El 46 % de su audiencia era latina, mientras que el 32 % era caucásica, el 11 % afroamericana y el 10 % asiática. Cayó un 51% en su segundo fin de semana a $ 8,5 millones, terminando sexta. Luego ganó $5,3 millones en su tercer fin de semana y $ 4,1 millones en el cuarto, y $ 2,7 millones en el quinto.

### Respuesta de la crítica
En el sitio web del agregador de reseñas Rotten Tomatoes, la película tiene una calificación de aprobación del 84 % basada en 148 reseñas, con una calificación promedio de 6,48/10. El consenso crítico del sitio dice: «Dirigida por una actuación ganadora de Isabela Moner, Dora y la ciudad perdida es una aventura familiar que retiene el espíritu juvenil de su material fuente». Metacritic le dio a la película una puntuación promedio ponderada de 63 de 100, basada en 23 críticas, lo que significa «críticas generalmente positivas». El público encuestado por CinemaScore le dio a la película una calificación promedio de «A» en una escala de A+ a F, mientras que el servicio de encuestas PostTrak informó que los espectadores adultos y niños le dieron un promedio de 4,5 y 3,5 estrellas de 5, respectivamente.
Peter Debruge de Variety escribió: «Mientras que la mayoría del elenco (y especialmente Derbez) interpretan versiones amplias y limítrofes de sus personajes, Moner tiene los ojos muy abiertos y la actitud siempre alegre que asociamos con Dora, pero agrega un nivel de carisma que el personaje animado no podía transmitir».

## Futuras producciones
El 15 de febrero de 2022, Paramount+ anunció el desarrollo de una serie de acción en vivo, con «el mismo espíritu que la reciente película de acción en vivo para un audiencia más mayor».